# Wang Xin (judoczka)
Wang Xin (ur. 28 sierpnia 1995) – chińska judoczka.
Uczestniczka mistrzostw świata w 2017. Brązowa medalistka mistrzostw Azji w 2017 roku.